# کلیفورد مارتن ویل
 کلیفورد مارتن ویل (انگلیسی: Clifford Martin Will؛ زاده ۱۳ نوامبر ۱۹۴۶) یک فیزیک‌دان است.